# Marines F.C.
Marines Football Club là một câu lạc bộ bóng đá đến từ Gisenyi, Rwanda. Hiện tại đội đang thi đấu trong Giải bóng đá quốc gia Rwanda, và đá các trận sân nhà trên Sân vận động Umuganda.